# Члени ВУЦВК 8-го скликання
Всеукраїнський Центральний Виконавчий Комітет УСРР VIII скликання
20 січня 1924 року VIII Всеукраїнський з’їзд Рад УСРР обрав Центральний Виконавчий Комітет УСРР VIII скликання в складі 251 члена і 82 кандидатів.

### Члени ВУЦВК
| Прізвище, ім'я, по-батькові           | Посада | Примітки                                              |
| ------------------------------------- | --- | ----------------------------------------------------- |
| Авксентьєвський Костянтин Олексійович | командир 8-го стрілецького корпусу                                                                            |                                                       |
| Адамов                                | |                                                       |
| Акулов Іван Олексійович               | голова Донецької губернської Спілки гірників                                                                  |                                                       |
| Александров Іван Олександрович ?      | |                                                       |
| Алексєєва Надія Миколаївна ?          | Донецька губернія                                                                                             |                                                       |
| Анськін Адольф Якович ?               | начальник політичного відділу Чорноморського флоту                                                            |                                                       |
| Артемов                               | Київська губернія                                                                                             |                                                       |
| Ауссем Володимир Християнович         | |                                                       |
| Балицький Всеволод Аполлонович        | голова ДПУ УСРР                                                                                               |                                                       |
| Барабанов Микола Степанович           | відповідальний секретар Павлоградського окружного комітету КП(б)У Катеринославської губернії                  |                                                       |
| Блакитний Василь Михайлович           | редактор газети «Вісти ВУЦВК»                                                                                 |                                                       |
| Блау Едуард Юрійович                  | Одеська губернія                                                                                              |                                                       |
| Бондар                                | Подільська губернія                                                                                           |                                                       |
| Будаєв Павло Антонович                | уповноважений ЦК Спілки харчовиків в УСРР                                                                     |                                                       |
| Буздалін Сергій Феоктистович          | голова Верховного суду УСРР, в.о. народного комісара внутрішніх справ УСРР                                    |                                                       |
| Булат Іван Лазарович                  | завідувач організаційно-інструкторського відділу ЦК КП(б)У                                                    |                                                       |
| Буценко Панас Іванович                | секретар Президії ВУЦВК                                                                                       |                                                       |
| Бушев Микола Кіндратович              | Харківська губернія                                                                                           |                                                       |
| Варейкіс Йосип Михайлович             | відповідальний секретар Київського губернського комітету КП(б)У                                               |                                                       |
| Василевич Іван Антонович ?            | Полтавська губернія                                                                                           |                                                       |
| Василенко                             | Чернігівська губернія                                                                                         |                                                       |
| Василенко Марко Сергійович            | завідувач відділу управління та заступник голови Чернігівського губвиконкому                                  |                                                       |
| Вєтошкін Михайло Кузьмич              | голова Вукоопспілки (Всеукраїнської спілки споживчих кооперативних організацій).                              |                                                       |
| Владимирський Михайло Федорович       | заступник голови Ради народних комісарів УСРР, голова Держплану УСРР                                          |                                                       |
| Власенко Степан Наумович              | |                                                       |
| Власов Платон Дмитрович               | голова Бахмутського окрвиконкому Донецької губернії                                                           |                                                       |
| Воронцов Георгій Георгійович          | голова Конотопського окрвиконкому Чернігівської губернії                                                      | помер 1924 року                                       |
| Восканов Гаспар Карапетович           | командир 6-го стрілецького корпусу                                                                            |                                                       |
| Гаврилін Іван Дмитрович               | голова Харківської губернської планової комісії, заступник голови Харківського губвиконкому                   |                                                       |
| Гаврилов Іван Андрійович              | голова Запорізького окрвиконкому та голова міської ради Запоріжжя                                             |                                                       |
| Гайцан Микола Іванович ?              | Київська губернія                                                                                             |                                                       |
| Гандзей Степан Варфоломійович         | Подільська губернія                                                                                           |                                                       |
| Гаркавий Ілля Іванович                | командир 8-го стрілецького корпусу                                                                            |                                                       |
| Гвоздьов Іван Георгійович             | Харківська губернська рада профспілок                                                                         |                                                       |
| Гебель Ананій Семенович               | голова Балтського окрвиконкому Одеської губернії                                                              |                                                       |
| Геде Євген Георгійович                | голова Українського бюро ЦК Спілки цукровиків                                                                 |                                                       |
| Генкін (Зейферт) Олександр Борисович  | голова кооперативного «Союздонбасейну» Донецької губернії                                                     |                                                       |
| Головченко Сава Тимофійович ?         | Донецька губернія                                                                                             |                                                       |
| Голубенко Микола Васильович           | Київська губернія                                                                                             |                                                       |
| Голуб                                 | Полтавська губернія                                                                                           |                                                       |
| Гопнер Серафима Іллівна               | |                                                       |
| Гринько Григорій Федорович            | голова Київського губвиконкому та голова Київської міської ради                                               |                                                       |
| Грінберг Ісак Мойсейович              | військовий комісар і начальник політичного відділу 2-ї Чернігівської кавалерійської дивізії                   |                                                       |
| Грязєв Іван Якович                    | секретар Партійної колегії Центральної контрольної комісії КП(б)У                                             |                                                       |
| Грязнов Іван Кенсоринович             | командир 7-го стрілецького корпусу                                                                            |                                                       |
| Гулий Костянтин Макарович             | голова Харківської губернської ради професійних спілок                                                        |                                                       |
| Гумінський Йосип Васильович           | Подільська губернія                                                                                           |                                                       |
| Гуль Омелян Климович                  | Волинська губернія                                                                                            |                                                       |
| Гуревич Давид Савелійович             | 1-й секретар ЦК КСМУ                                                                                          |                                                       |
| Гуревич Мойсей Григорович             | народний комісар охорони здоров'я УСРР                                                                        |                                                       |
| Гуцеляк                               | Подільська губернія                                                                                           |                                                       |
| Денис                                 | завідувач організаційного відділу Полтавського губернського комітету КП(б)У                                   |                                                       |
| Діденко                               | Харківська губернія                                                                                           |                                                       |
| Добродєєв Микола Іванович             | Катеринославська губернія                                                                                     |                                                       |
| Доброхотов Микола Федорович           | народний комісар праці УСРР                                                                                   |                                                       |
| Дубовий Іван Наумович                 | командира 14-го корпусу Українського військового округу                                                       |                                                       |
| Дубовий Наум Іпатійович               | голова Волинської губернської контрольної комісії - робітничо-селянської інспекції                            |                                                       |
| Дуганов Михей Семенович ?             | начальник Військової інспекції Народного комісаріату робітничо-селянської інспекції УСРР                      |                                                       |
| Дудник Яким Минович                   | заступник народного комісара землеробства УСРР                                                                |                                                       |
| Ейдеман Роберт Петрович               | помічник командувача Українського військового округу                                                          |                                                       |
| Єрмилов Олексій Андрійович ?          | Волинська губернія                                                                                            |                                                       |
| Єрмолаєв                              | Донецька губернія                                                                                             |                                                       |
| Єрмощенко Веніамін Йосипович          | секретар Президії ВУЦВК                                                                                       |                                                       |
| Єрьомін Макар Данилович ?             | Харківська губернія                                                                                           |                                                       |
| Єфремов                               | Київська губернія                                                                                             |                                                       |
| Жалдак Олександр Сергійович ?         | Одеська губернія                                                                                              |                                                       |
| Жуков                                 | Катеринославська губернія                                                                                     |                                                       |
| Завіцький Герман Михайлович           | уповноважений по електротехнічній промисловості в УСРР                                                        |                                                       |
| Закондирін Іван Григорович            | голова Охтирського окрвиконкому Харківської губернії                                                          |                                                       |
| Затон Федір Леонідович                | член колегії Народного комісаріату робітничо-селянської інспекції (РСІ) УСРР                                  |                                                       |
| Затонський Володимир Петрович         | народний комісар освіти УСРР                                                                                  |                                                       |
| Зеленський Тимофій Петрович           | відповідальний секретар Петинського райпарткому КП(б)У міста Харкова                                          |                                                       |
| Зуєв Михайло Васильович               | Чернігівська губернія                                                                                         |                                                       |
| Зуєвський Василь Павлович             | Донецька губернія                                                                                             |                                                       |
| Іванов Андрій Васильович              | голова Одеського губвиконкому                                                                                 |                                                       |
| Іванов Василь Іванович                | відповідальний секретар Катеринославського губернського комітету КП(б)У                                       |                                                       |
| Іванов Микола Геннадійович ?          | голова Шахтинського окрвиконкому Донецької губернії                                                           |                                                       |
| Іванов                                | Київська губернія                                                                                             |                                                       |
| Іванов Михайло Гаврилович ?           | голова правління «Південьсталі»                                                                               |                                                       |
| Іванченко Яків Павлович ?             | Донецька губернія                                                                                             |                                                       |
| Камбаров                              | Одеська губернія                                                                                              |                                                       |
| Капранов Микола Євдокимович           | голова Катеринославського окрвиконкому Катеринославської губернії                                             |                                                       |
| Карлсон Карл Мартинович               | начальник Донецького губернського відділу ГПУ                                                                 |                                                       |
| Касьян Яків Якович                    | голова Прилуцького окрвиконкому Полтавської губернії                                                          |                                                       |
| Квірінг Еммануїл Йонович              | 1-й секретар ЦК КП(б)У                                                                                        |                                                       |
| Кін Павло Андрійович                  | голова Волинського губвиконкому                                                                               |                                                       |
| Кіркіж Купріян Осипович               | відповідальний секретар Харківського губернського комітету КП(б)У                                             |                                                       |
| Клименко Іван Євдокимович             | народний комісар земельних справ Української СРР, заступник голови Ради народних комісарів УСРР               |                                                       |
| Коваленко Юхим Семенович              | голова Житомирського окрвиконкому Волинської губернії                                                         |                                                       |
| Кожанов Іван Степанович ?             | Катеринославська губернія                                                                                     |                                                       |
| Козлов Іван Андрійович                | Катеринославська губернія                                                                                     |                                                       |
| Козуля                                | Полтавська губернія                                                                                           |                                                       |
| Кока Костянтин Панасович              | голова Полтавського окрвиконкому Полтавської губернії                                                         |                                                       |
| Колісниченко                          | Київська губернія                                                                                             |                                                       |
| Колос Григорій Оксентійович           | голова Криворізького окрвиконкому Катеринославської губернії                                                  |                                                       |
| Кононенко                             | Донецька губернія                                                                                             |                                                       |
| Конотоп Віктор Якович ?               | Харківська губернія                                                                                           |                                                       |
| Коренський Іван Федорович             | Катеринославська губернія                                                                                     |                                                       |
| Корнєєв Ілля Ілліч                    | відповідальний секретар Таганрізького окружного комітету КП(б)У Донецької губернії                            |                                                       |
| Корнюшин Федір Данилович              | заступник голови Південного бюро ВЦРПС                                                                        |                                                       |
| Коротун Тимофій Іванович              | голова Коростенського окрвиконкому Волинської губернії                                                        | помер 8 жовтня 1924 року                              |
| Котельников Петро Максимович          | відповідальний секретар Шевченківського окружного комітету КП(б)У Київської губернії                          |                                                       |
| Котовський Григорій Іванович          | командир 2-го кавалерійського корпусу                                                                         |                                                       |
| Кравченко                             | Харківська губернія                                                                                           |                                                       |
| Кремницький Федір Іванович            | відповідальний секретар Чернігівського губернського комітету КП(б)У                                           |                                                       |
| Криворучко Микола Миколайович ?       | командир і військовий комісар 3-ї Бесарабської кавалерійської дивізії                                         |                                                       |
| Кривошеєв                             | |                                                       |
| Криницький Олександр Іванович         | відповідальний секретар Донецького губернського комітету КП(б)У                                               |                                                       |
| Кристаловський Йосип Олександрович    | начальник Управління Одеського лінійного відділу Південного округу залізниць                                  |                                                       |
| Крошка Марія Андріївна ?              | Катеринославська губернія                                                                                     |                                                       |
| Кузнецов Степан Матвійович            | народний комісар фінансів УСРР                                                                                |                                                       |
| Кузьменко Василь Денисович            | голова Київської губернської ради Спілки металістів                                                           |                                                       |
| Курутов                               | Катеринославська губернія                                                                                     |                                                       |
| Кустелян Марія Олексіївна             | Харківська губернія                                                                                           |                                                       |
| Кухтін Панас Прохорович ?             | голова Куп’янського окрвиконкому Харківської губернії                                                         |                                                       |
| Лебединець Михайло Мусійович          | голова Верховного суду УСРР                                                                                   |                                                       |
| Лебідь Дмитро Захарович               | 2-й секретар ЦК КП(б)У                                                                                        |                                                       |
| Левандовський Михайло Карлович        | помічник командувача Збройних сил України й Криму                                                             |                                                       |
| Левицький Михайло Васильович          | |                                                       |
| Легкий Володимир Степанович           | голова Лубенського окрвиконкому Полтавської губернії                                                          |                                                       |
| Леплевський Ізраїль Мойсейович        | начальник Подільського губернського відділу ДПУ                                                               |                                                       |
| Лешко                                 | Одеська губернія                                                                                              |                                                       |
| Литвинов                              | Подільська губернія                                                                                           |                                                       |
| Лирьов Микита Іванович                | голова Вінницького окрвиконкому                                                                               |                                                       |
| Лиса Ірина Гнатівна                   | Волинська губернія                                                                                            |                                                       |
| Литовка Пантелеймон Степанович        | Катеринославська губернія                                                                                     |                                                       |
| Лісовик Олександр Григорович          | голова Таганрізького окрвиконкому Донецької губернії                                                          |                                                       |
| Літке Сигізмунд Рудольфович           | військовий комісар, начальник політичного відділу 24-ї стрілецької дивізії                                    |                                                       |
| Лобанов Михайло Іванович              | член президії Української Ради Народного Господарства                                                         |                                                       |
| Лобачов Іван Степанович               | народний комісар продовольства УСРР                                                                           |                                                       |
| Логинов Володимир Федорович           | начальник Головполітпросвіти Народного комісаріату освіти УСРР                                                |                                                       |
| Локшин А.М.                           | Катеринославська губернія                                                                                     |                                                       |
| Луценко Степан Кузьмич                | голова Роменського окрвиконкому Полтавської губернії                                                          |                                                       |
| Любченко Панас Петрович               | голова правління Всеукраїнської спілки сільськогосподарської кооперації «Сільський господар»                  |                                                       |
| Ляк Олександр Аркадійович             | заступник народного комісара робітничо-селянської інспекції УСРР                                              |                                                       |
| Ляпін Зиновій Федорович               | завідувач організаційно-інструкторського відділу Донецького губернського комітету КП(б)У                      |                                                       |
| Магідов Борис Йосипович               | відповідальний секретар Полтавського губернського комітету КП(б)У                                             |                                                       |
| Макар Олександр Михайлович            | заступник голови Центральної Контрольної Комісії КП(б)У                                                       |                                                       |
| Максимов Костянтин Гордійович         | голова Вищої Ради Народного Господарства (ВРНГ) УСРР, заступник голови Ради народних комісарів УСРР           |                                                       |
| Мальцев Петро Іванович                | відповідальний секретар Луганського окружного комітету КП(б)У Донецької губернії                              |                                                       |
| Мануїльський Дмитро Захарович         | відповідальний редактор газети «Комуніст»                                                                     |                                                       |
| Марухно Петро Микитович               | Полтавська губернія                                                                                           |                                                       |
| Мар'янов Андрій Самсонович            | секретар Одеського губвиконкому                                                                               |                                                       |
| Маслов                                | член Президії Вищої Ради Народного Господарства (ВРНГ) УСРР                                                   |                                                       |
| Махно Тимофій Дмитрович               | голова Ізюмського окрвиконкому Харківської губернії                                                           |                                                       |
| Маціненко Михайло Тихонович ?         | Київська губернія                                                                                             |                                                       |
| Медведєв Олексій Васильович           | голова Центральної контрольної комісії КП(б) України, народний комісар робітничо-селянської інспекції УСРР    |                                                       |
| Михайлов Степан Михайлович ?          | голова Первомайського окрвиконкому Одеської губернії                                                          |                                                       |
| Михеєнко Дмитро Олександрович         | відповідальний секретар Бахмутського окружного комітету КП(б)У Донецької губернії                             |                                                       |
| Мишков Микола Гордійович              | голова Луганського окрвиконкому Донецької губернії                                                            |                                                       |
| Мойсеєнко Костянтин Васильович        | відповідальний секретар Юзівського окружного комітету КП(б)У Донецької губернії                               |                                                       |
| Муравйов Микола Васильович            | Катеринославська губернія                                                                                     |                                                       |
| Мусульбас Іван Андрійович             | завідувач відділу культури Всеукраїнської ради професійних спілок                                             |                                                       |
| Муценек Ян Янович                     | голова Катеринославської губернської Контрольної Комісії                                                      |                                                       |
| Налімов Михайло Миколайович           | голова Уманського окрвиконкому Київської губернії                                                             |                                                       |
| Ніколаєвський Лев Соломонович         | уповноважений Цукротресту по УСРР                                                                             |                                                       |
| Новиков Микола Фролович ?             | начальник Політичного управління Українського військового округу                                              |                                                       |
| Огієнко Гнат Леонтійович ?            | Чернігівська губернія                                                                                         |                                                       |
| Озерянський Анатолій Панасович        | голова Білоцерківського окрвиконкому Київської губернії                                                       |                                                       |
| Омельченко                            | Полтавська губернія                                                                                           |                                                       |
| Осадчий Микола Семенович              | голова Новгород-Сіверського окрвиконкому Чернігівської губернії                                               |                                                       |
| Остапенко Іван Григорович             | голова Сновського окрвиконкому Чернігівської губернії                                                         |                                                       |
| Ошлей Петро Матвійович                | військовий комісар штабу Українського військового округу                                                      |                                                       |
| Павнін                                | Київська губернія                                                                                             |                                                       |
| Пахомов Яків Захарович                | голова Волинської губернської планової комісії і заступник голови Волинського губвиконкому                    |                                                       |
| Пашковський Парфентій Георгійович ?   | голова Одеського окрвиконкому Одеської губернії                                                               |                                                       |
| Петровський Григорій Іванович         | голова Всеукраїнського Центрального Виконавчого Комітету (ВУЦВК)                                              |                                                       |
| Петровський                           | Подільська губернія                                                                                           |                                                       |
| Плис Іван Іванович                    | голова Могилівського (Могилів-Подільського) окрвиконкому Подільської губернії                                 |                                                       |
| Познанський Яків Мойсейович           | заступник народного комісара внутрішніх справ УСРР                                                            |                                                       |
| Покко Сильвестр Іванович              | керуючий фінансової інспекції Народного комісаріату робітничо-селянської інспекції УСРР                       |                                                       |
| Покровський Сергій Миколайович        | голова Кременчуцького окрвиконкому Полтавської губернії                                                       |                                                       |
| Полоз Михайло Миколайович             | |                                                       |
| Поляков Василь Васильович             | голова правління Південного машинобудівного тресту                                                            |                                                       |
| Поляков Кузьма Захарович              | голова Маріупольського окрвиконкому Донецької губернії                                                        |                                                       |
| Пономарьов                            | Подільська губернія                                                                                           |                                                       |
| Попов Іван Васильович                 | голова Чернігівського губвиконкому                                                                            |                                                       |
| Попов                                 | Київська губернія                                                                                             |                                                       |
| Попов                                 | Харківська губернія                                                                                           |                                                       |
| Порайко Василь Іванович               | заступник голови Малої Ради Народних Комісарів УСРР                                                           |                                                       |
| Примаков Віталій Маркович             | командир 1-го кінного корпусу Червоного козацтва                                                              |                                                       |
| Приходько Антон Терентійович          | постійний представник РНК УСРР при РНК СРСР                                                                   |                                                       |
| Приходько                             | Чернігівська губернія                                                                                         |                                                       |
| Радін Ісаак Соломонович               | голова Херсонського окрвиконкому Одеської губернії                                                            |                                                       |
| Радченко Андрій Федорович             | голова Донецької губернської ради професійних спілок                                                          |                                                       |
| Радченко Григорій Павлович            | голова Єлисаветградського окрвиконкому Одеської губернії ?                                                    |                                                       |
| Раковський Християн Георгійович       | заступник народного комісара закордонних справ СРСР                                                           |                                                       |
| Рекіс Олександр Олександрович         | заступник голови Одеського губвиконкому                                                                       |                                                       |
| Рейхель Михайло Йосипович             | голова Малої Ради Народних комісарів УСРР, заступник народного комісара юстиції і генерального прокурора УСРР |                                                       |
| Ремейко Олександр Георгійович         | голова Подільського губвиконкому                                                                              |                                                       |
| Реут Михайло Венедиктович             | голова Київського губернського відділу робітничо-селянської інспекції                                         |                                                       |
| Розкіна Олександра Іванівна           | Донецька губернія                                                                                             |                                                       |
| Романов                               | Харківська губернія                                                                                           |                                                       |
| Рудий Юлій Вікентійович               | уповноважений Народного комісаріату шляхів СРСР по УСРР                                                       |                                                       |
| Руттер Олександр Михайлович           | голова Тульчинського окрвиконкому Подільської губернії                                                        |                                                       |
| Рухимович Мойсей Львович              | керівник Державного тресту з виробництва і продажі кам'яного вугілля і антрациту «Донвугілля»                 |                                                       |
| Ряппо Ян Петрович                     | заступник народного комісара освіти УСРР                                                                      |                                                       |
| Сабашников Михайло Миколайович        | Харківська губернія                                                                                           |                                                       |
| Савцов Яків Григорович ?              | голова Всеукраїнського бюро ЦК Спілки металістів                                                              |                                                       |
| Самойлов Олександр Митрофанович       | голова Сумського окрвиконкому Харківської губернії                                                            |                                                       |
| Самохвалов Олександр Степанович       | голова Катеринославського губвиконкому                                                                        |                                                       |
| Санжаревський Микола Романович        | Чернігівська губернія                                                                                         |                                                       |
| Сбежнєв Дмитро Федорович              | Донецька губернія                                                                                             |                                                       |
| Свистун Пантелеймон Іванович          | голова Миколаївського окрвиконкому Одеської губернії                                                          |                                                       |
| Свідзінський Казимир Іванович         | Київська губернія                                                                                             |                                                       |
| Сербиченко Олександр Калістратович    | голова Полтавського губвиконкому                                                                              |                                                       |
| Синьков Костянтин Михайлович          | уповноважений Народного комісаріату пошт і телеграфів СРСР при РНК УСРР                                       |                                                       |
| Скрипник Микола Олексійович           | народний комісар юстиції УСРР та генеральний прокурор УСРР                                                    |                                                       |
| Смирнов Михайло Ілліч                 | голова Полтавської губернської ради професійних спілок                                                        |                                                       |
| Смирнов                               | політпрацівник 25-ї стрілецької дивізії                                                                       |                                                       |
| Смолянський                           | Київська губернія                                                                                             |                                                       |
| Собеський Владислав Адамович          | голова Черкаського окрвиконкому Київської губернії                                                            |                                                       |
| Соколов Олександр Гаврилович ?        | військовий командир 15-ї стрілецької дивізії                                                                  |                                                       |
| Солдатенко Тетяна Данилівна ?         | Харківська губернія                                                                                           |                                                       |
| Соловйов Іван Григорович ?            | Харківська губернія                                                                                           |                                                       |
| Стуцка Кирило Андрійович              | Катеринославська губернія                                                                                     |                                                       |
| Сухомлин Кирило Васильович            | голова Південного бюро ЦК Спілки залізничників                                                                |                                                       |
| Сущенко                               | Катеринославська губернія                                                                                     |                                                       |
| Тараненко Корній Семенович            | голова Всеукраїнської профспілки сільськогосподарських і лісових робітників                                   |                                                       |
| Терентьєв Василь Петрович ?           | Харківська губернія                                                                                           |                                                       |
| Титов                                 | Катеринославська губернія                                                                                     |                                                       |
| Томасевич Олександр Іванович          | Волинська губернія                                                                                            |                                                       |
| Туровський Семен Абрамович            | помічник начальника штабу Українського військового округу                                                     |                                                       |
| Угаров Федір Якович                   | голова Південного бюро ВЦРПС                                                                                  |                                                       |
| Усач Антон Мусійович                  | заступник голови Шепетівського окрвиконкому Волинської губернії ?                                             |                                                       |
| Федотов Костянтин Якович              | голова Харківського губвиконкому                                                                              |                                                       |
| Фесенко Олександр Ксенофонтович       | відповідальний секретар Могилів-Подільського окружного комітету КП(б)У Подільської губернії                   |                                                       |
| Фокін Андрій Андрійович ?             | Катеринославська губернія                                                                                     |                                                       |
| Фрунзе Михайло Васильович             | командувач Українського військового округу                                                                    |                                                       |
| Хатаєвич Мендель Маркович             | відповідальний секретар Одеського губернського комітету КП(б)У                                                |                                                       |
| Холявський Борис Матвійович           | відповідальний секретар Миколаївського окружного комітету КП(б)У Одеської губернії                            |                                                       |
| Царський Михайло Євдокимович          | голова Київського окрвиконкому Київської губернії                                                             |                                                       |
| Цюпак Олександр Порфирович            | голова Старобільського окрвиконкому Донецької губернії                                                        |                                                       |
| Чернов Михайло Олександрович          | голова Донецького губвиконкому                                                                                |                                                       |
| Чубар Влас Якович                     | голова Ради народних комісарів УСРР                                                                           |                                                       |
| Чувирін Михайло Євдокимович           | відповідальний секретар Красноградського окружного комітету КП(б)У Полтавської губернії                       |                                                       |
| Чукітова Марія Василівна              | Одеська губернія                                                                                              |                                                       |
| Чухманенко Іван Йосипович             | голова дорпрофсожу Південно-Західних залізниць                                                                |                                                       |
| Шайкевич Олександр Наумович           | голова Бердичівського окрвиконкому Київської губернії                                                         |                                                       |
| Шевченко                              | Одеська губернія                                                                                              |                                                       |
| Шелеваха                              | Одеська губернія                                                                                              |                                                       |
| Шварцман Абрам Вікторович             | Одеська губернія                                                                                              |                                                       |
| Шишко Михайло Іванович                | секретар Партійної колегії Центральної Контрольної Комісії КП(б)У.                                            |                                                       |
| Шкадінов Микола Іванович              | голова Юзівського окрвиконкому Донецької губернії                                                             |                                                       |
| Шліхтер Олександр Григорович          | уповноважений Народного комісаріату закордонних справ СРСР при РНК УСРР                                       |                                                       |
| Шмирьов                               | Донецька губернія                                                                                             |                                                       |
| Шмідт Дмитро Аркадійович ?            | військовий, Подільська губернія                                                                               |                                                       |
| Шумський Олександр Якович             | уповноважений ЦК Всеробітземлісу в УСРР                                                                       |                                                       |
| Щербина                               | Катеринославська губернія                                                                                     |                                                       |
| Якір Йона Еммануїлович                | помічник командувача військ Українського військового округу                                                   |                                                       |
| Яновський                             | Одеська губернія                                                                                              |                                                       |
| Биструков Василь Григорович           | Чернігівський губернський військовий комісар                                                                  | переведений із кандидатів у члени ВУЦВК у 1924 році ? |

### Кандидати в члени ВУЦВК
| Прізвище, ім'я, по-батькові         | Посада | Примітки                                |
| ----------------------------------- | --- | --------------------------------------- |
| Адамович Євгенія Миколаївна ?       | співробітник Істпарту ЦК КП(б)У                                                                            |                                         |
| Анісімов Іван Онисимович ?          | Харківська губернія                                                                                        |                                         |
| Ашуп-Ільзен Олексій Іванович        | заступник голови Укрдержплану, голова Головного кооперативного комітету при РНК УСРР                       |                                         |
| Бакулєв                             | Харківська губернія                                                                                        |                                         |
| Баранов                             | |                                         |
| Бесєдовський Григорій Зіновійович   | |                                         |
| Биструков Василь Григорович         | Чернігівський губернський військовий комісар                                                               | переведений до членів ВУЦВК у 1924 році |
| Білик Павло Борисович               | Донецька губернія                                                                                          |                                         |
| Блінов Іван Омелянович              | голова дорпрофсожу Катериненської залізниці                                                                |                                         |
| Васильєв                            | Донецька губернія                                                                                          |                                         |
| Величко                             | Полтавська губернія                                                                                        |                                         |
| Волковий Микола Єфремович ?         | Полтавська губернія                                                                                        |                                         |
| Герасимов Микола Іванович ?         | завідувач обліково-розподільного відділу ЦК КП(б)У                                                         |                                         |
| Глаголєв Микола Олександрович       | військовий політпрацівник                                                                                  |                                         |
| Глушко Федір Миколайович ?          | Донецька губернія                                                                                          |                                         |
| Горбачов Омелян Григорович          | заступник народного комісара праці УСРР                                                                    |                                         |
| Гребенюк                            | Волинська губернія                                                                                         |                                         |
| Григор'єв Петро Петрович ?          | командир 2-ї Чернігівської дивізії Червоного козацтва                                                      |                                         |
| Гудков (Бутков) ?                   | |                                         |
| Дерев’яний                          | Катеринославська губернія                                                                                  |                                         |
| Долинко Мойсей Рувимович ?          | |                                         |
| Дубовий                             | робітник                                                                                                   |                                         |
| Жигалко П.В.                        | член президії Української Ради Народного Господарства                                                      |                                         |
| Золотарьов Олександр Йосипович      | уповноважений Народного комісаріату зовнішньої торгівлі СРСР при Раді народних комісарів УСРР              |                                         |
| Золотухін                           | Катеринославська губернія                                                                                  |                                         |
| Зонберг Жан Францович               | командир 25-ї стрілецької (Чапаївської) дивізії Українського військового округу                            |                                         |
| Іванов Сергій М.                    | ЦК КСМУ |                                         |
| Івонін Василь Спиридонович ?        | Волинська губернія                                                                                         |                                         |
| Йонаф                               | Одеська губернія                                                                                           |                                         |
| Ізаков Микола Романович ?           | |                                         |
| Калита Григорій Захарович           | голова Чернігівського окрвиконкому Чернігівської губернії                                                  |                                         |
| Калюжний К.Є.?                      | |                                         |
| Каменський Василь Іванович          | завідувач організаційно-інструкторського відділу ЦК КСМУ (комсомолу)                                       |                                         |
| Касименко Володимир Олександрович ? | Донецька губернія                                                                                          |                                         |
| Каттель Михайло Абрамович           | заступник народного комісара фінансів УСРР                                                                 |                                         |
| Квятек Казимир Францович            | командир і військовий комісар 99-ї стрілецької дивізії                                                     |                                         |
| Кельмансон Анатолій Ізраїльович     | заступник народного комісара фінансів УСРР                                                                 |                                         |
| Кисельов                            | |                                         |
| Княгницький Павло Юхимович          | командир 51-ї Перекопської стрілецької дивізії                                                             |                                         |
| Кокарєв Георгій Іванович ?          | Подільська губернія                                                                                        |                                         |
| Коломенський Дмитро Васильович ?    | Катеринославська губернія                                                                                  |                                         |
| Котенко Феодосій Андрійович ?       | Київська губернія                                                                                          |                                         |
| Красноленський                      | Катеринославська губернія                                                                                  |                                         |
| Криворучко                          | |                                         |
| Крих Варфоломій Михайлович          | голова Золотоніського окрвиконкому Полтавської губернії                                                    |                                         |
| Кюстнер                             | Катеринославська губернія                                                                                  |                                         |
| Кубасов Борис Васильович            | відповідальний секретар Харківського окружного комітету КП(б)У                                             |                                         |
| Кулик Ізраїль Юдович ?              | |                                         |
| Лазаренко                           | Катеринославська губернія                                                                                  |                                         |
| Матвеєв                             | |                                         |
| Мезіс Август Іванович               | військовий комісар і начальник політичного відділу 1-ї кавалерійської Червоного козацтва дивізії           |                                         |
| Нейбах                              | Одеська губернія                                                                                           |                                         |
| Огій Яків Родіонович                | голова Красноградського окрвиконкому Полтавської губернії                                                  |                                         |
| Одинець                             | |                                         |
| Онищенко                            | Київська губернія                                                                                          |                                         |
| Онищенко Павло Іванович             | начальник Катеринославського губернського відділу ДПУ                                                      |                                         |
| Осадчий Микола Семенович ?          | |                                         |
| Пазол Натан Борисович ?             | |                                         |
| Панасюк                             | Київська губернія                                                                                          |                                         |
| Перекатов Іван Григорович           | уповноважений Південного бюро ЦК Спілки робітників хімічної промисловості                                  |                                         |
| Пилипенко                           | |                                         |
| Пиріг Олександр Якович ?            | Харківська губернія                                                                                        |                                         |
| Равич М.Б.                          | відповідальний секретар Шахтинського окружного комітету КП(б)У Донецька губернія                           |                                         |
| Равич-Черкаський Мойсей Юхимович    | |                                         |
| Ракітов Григорій Давидович          | член колегії Народного комісаріату внутрішніх справ УСРР                                                   |                                         |
| Руденко                             | |                                         |
| Савельєва                           | Полтавська губернія                                                                                        |                                         |
| Семковський Семен Юлійович          | академік, керівник кафедри філософії Всеукраїнської асоціації марксистсько-ленінських інститутів (ВУАМЛІН) |                                         |
| Сидоренко                           | Одеська губернія                                                                                           |                                         |
| Слинько Іван Федотович ?            | |                                         |
| Смарагдова                          | Одеська губернія                                                                                           |                                         |
| Ткаченко                            | Одеська губернія                                                                                           |                                         |
| Траченко                            | Одеська губернія                                                                                           |                                         |
| Урайчик Сергій Іванович             | Донецька губернія                                                                                          |                                         |
| Федоров                             | Харківська губернія                                                                                        |                                         |
| Франко Фотій Єфремович              | Київська губернія                                                                                          |                                         |
| Хвиля Андрій Ананійович ?           | |                                         |
| Хов’яков                            | Донецька губернія                                                                                          |                                         |
| Христич Семен Антонович ?           | Київська губернія                                                                                          |                                         |
| Шихватов                            | голова Тульчинського окрвиконкому Подільської губернії                                                     |                                         |
| Юшкевич Йосип Устинович             | Подільська губернія                                                                                        |                                         |
| Ястребов Григорій Герасимович       | військовий комісар                                                                                         |                                         |

20 січня 1924 року головою Всеукраїнського Центрального Виконавчого Комітету УСРР обраний Петровський Григорій Іванович, секретарем ВУЦВК УСРР обраний Буценко Панас Іванович. 
Обрані членами Президії ВУЦВК УСРР: Петровський Григорій Іванович, Буценко Панас Іванович, Буздалін Сергій Феоктистович, Владимирський Михайло Федорович, Ейдеман Роберт Петрович, Затонський Володимир Петрович, Квірінг Еммануїл Йонович, Лобанов Михайло Іванович, Лобачов Іван Степанович, Медведєв Олексій Васильович, Поляков Василь Васильович, Скрипник Микола Олексійович, Угаров Федір Якович, Федотов Костянтин Якович, Шумський Олександр Якович.